# Victrix boursini
Victrix boursini är en fjärilsart som beskrevs av Max Wilhelm Karl Draudt 1936. Victrix boursini ingår i släktet Victrix och familjen nattflyn. Inga underarter finns listade i Catalogue of Life.